# 阿斯佩蒂亚
阿斯佩蒂亚（西班牙語：Azpeitia，意思是「在岩石之下」）是西班牙巴斯克自治区吉普斯夸省的一个市镇。总面积69平方公里，总人口13708人（2001年），人口密度199人/平方公里。
同樣位於烏羅拉河之上，阿斯佩蒂亞距離阿斯科伊蒂亚以東數公里，位處省會圣塞瓦斯蒂安的西南方26公里。
阿斯佩蒂亚是依纳爵·罗耀拉的出生地。他的出生地点现在作为耶稣会大院的一部分加以保护，罗耀拉朝圣所是游客和朝圣者的主要景点。阿斯佩蒂亚位于高大的伊萨赖茨山（Izarraitz）脚下，许多市民上山游览。阿斯佩蒂亚铁路博物馆位于该镇。

## 外部連結
- Official website （页面存档备份，存于） （巴斯克文）
- Uztarria.com （页面存档备份，存于） （巴斯克文）
- Profile at the Bernardo Estornés Lasa - Auñamendi Encyclopedia （页面存档备份，存于） （西班牙文）